# Daniel J. Crawford
Dr. Daniel J. Crawford ( 1942, Columbus Junction, Iowa) es un botánico estadounidense.

## Algunas publicaciones
- 1992. Allozyme diversity within and divergence among four species of Robinsonia (Asteraceae: Senecioneae): a genus endemic to the Juan Fernandez Islands, Chile. Ed. Botanical Society of America. 5 pp.
- Rebecca T. Kimballa, Daniel J. Crawford (2004), Phylogeny of Coreopsideae «Phylogeny of Coreopsideae (Asteraceae) using ITS sequences suggests lability in reproductive characters», Molecular Phylogenetics and Evolution 33: 127-139. (enlace roto disponible en Internet Archive; véase el historial, la primera versión y la última).

### Libros
- george ledyard Stebbins, daniel j. Crawford. 2004. The scientific papers of G. Ledyard Stebbins (1929-2000). Volumen 142 de Regnum vegetabile. Ed. A.R.G. Gantner Verlag. 358 pp. ISBN 3-906166-15-5
- 1990. Plant molecular systematics: macromolecular approaches. Ed. Wiley-Interscience. 388 pp. ISBN 0-471-80760-5
- 1988. Systematics and evolution of the Carex pachystachya complex (Cyperaceae). Ed. Ohio State University. 362 pp.
- 1988. Allozyme variation within and among populations of Coreopsis section Coreopsis (compositae). Ed. Ohio State University. 114 pp.
- 1982. Chenopodium. 24 pp.
- 1970. The Umbelliferae of Iowa. University of Iowa studies in natural history. Ed. University of Iowa. 36 pp.

## Becas y galardones
- 1997. American Society of Plant Taxonomists. Medalla Asa Gray por contribuciones en botánica sistemática

- La abreviatura «D.J.Crawford» se emplea para indicar a Daniel J. Crawford como autoridad en la descripción y clasificación científica de los vegetales.[1]